# Polystachya cribbiana
Polystachya cribbiana är en orkidéart som beskrevs av Daniel Geerinck. Polystachya cribbiana ingår i släktet Polystachya och familjen orkidéer. Inga underarter finns listade i Catalogue of Life.